# Tsujimura Mizuki
Tsujimura Mizuki (Nhật: 辻村深月 (Thập Thôn Thâm Nguyệt)  sinh ngày 29 tháng 2 năm 1980) là một nhà văn Nhật Bản nguyên quán ở Fuefuki, Yamanashi.
Tsujimura chuyên về tiểu thuyết bí ẩn. Cô viết cả cho người lớn và trẻ em. Tsujimura là người chiến thắng Giải thưởng Nhà sách Nhật Bản 2018 với tiểu thuyết Cô thành trong gương (Kagami no Kojo). Sau khi lọt vào danh sách rút gọn nhiều lần cho Giải Naoki, cuối cùng cô đã nhận được giải thưởng này với tác phẩm Kagi no nai Yume wo Miru (tạm dịch: Tôi thấy một giấc mơ không có chìa khóa) vào năm 2012.